# 聖母子と智天使
『聖母子と智天使』（せいぼしとちてんし、伊:Madonna col Bambino e un coro di cherubini）は、1485年頃のイタリア・ルネサンス画家アンドレア・マンテーニャによる絵画で、画家の円熟期を代表する作品である。作品はかつてヴェネツィアのサンタ・マリア・マッジョーレ教会にあったが、ナポレオンの侵攻に伴い、没収され、1808年にミラノのブレラ美術館に収蔵された。
1885年まで作品は加筆による保存状態の悪さからジョヴァンニ・ベッリーニに帰属されていた。ルイージ・カヴェナーギの修復によりマンテーニャの作品であると認定され、マンテーニャが友人の修道院長に贈った『聖母』であることが示唆された。一方で、本作はマントヴァのフランチェスコ2世・ゴンザーガが義母のエレオノーラ・ダラゴーナのために依頼した『聖母子』と関連しているとの見方もある。1493年の目録には、『聖母子と智天使』と記された作品がある。
作品の側面は切断されたように見えるので、本来の構図については議論の余地がある。聖母の非常に人間的な顔は、個人的な祈祷に適したものであったであろう。